# ستيفي جاكسون (كاتبة)
ستيفي جاكسون (بالإنجليزية: Stevi Jackson)‏ هي كاتِبة بريطانية، ولدت في 23 يونيو 1951.